# 쿠웨이트 증권거래소
쿠웨이트 증권거래소(아랍어: بورصة فلسطين), 영어: Kuwait Stock Exchange, 약칭 KSE)는 쿠웨이트의 국영 증권 시장이다.

## 역사
쿠웨이트 증권거래소가 만들어지기 이전에 1952년 NBK와 같은 여러 증권사가 존재하기는 했지만, 1962년이 되어서야 국가의 증권시장을 조직할 수 있는 법률이 통과가 되었다. 1977년 4월, 증권거래소가 시작되었고, 이것이 쿠웨이트 증권거래소(Kuwait Stock Exchange, KSE)라는 이름이 붙은 것은 1983년이다.
쿠웨이트의 증권시장은 4개의 체계로 조종되어 있다. KSE, 상공부, 금융부, 그리고 쿠웨이트 중앙은행이다. KSE는 또한 페르시아 만 지역에서 최초의 그리고 가장 거대한 증권시장이며, 세계에서 가장 중요한 잠재력을 지닌 거래소 중 하나로 명성을 얻었다.

## 같이 보기
- 쿠웨이트의 경제